# Domkustos
Il Domkustos di una cattedrale, nei paesi di lingua tedesca, è responsabile della sua manutenzione, dell'arredo, delle decorazioni e della sicurezza, compresa la custodia del tesoro della cattedrale, nonché l'organizzazione della pulizia, la preparazione per le funzioni religiose e il suono delle campane. Il suo subordinato è il Subkustos. La parola "kustos" deriva dal termine latino custodia che ha il senso di custodia, guardia, protezione, conservazione, sorveglianza e cura. 
A causa del dovere di custodire il tesoro della cattedrale, in diverse cattedrali, come quella di Magdeburgo, venne usato il termine Thesaurar ("tesoriere") al posto di Domkustos.  Altrove il titolo Thesaurar di solito si riferiva alla persona responsabile della gestione delle entrate. 
L'ufficio di Domkustos può essere un posto di alto livello e indipendente all'interno del capitolo della cattedrale come, ad esempio, fino al 1806 a Salisburgo,  uno degli uffici sotto il decano o il Prevosto (Domdekan), come a Magonza,  o effettuato in combinazione con altri doveri. 
Spesso Domkustos è il capo del dipartimento di costruzione della cattedrale e del suo laboratorio  Dombauhütte). Precedentemente la sua responsabilità si estendeva di solito ad altri edifici della Domimmunität. 